# Mazaeras soteria
Mazaeras soteria là một loài bướm đêm thuộc phân họ Arctiinae, họ Erebidae.